# Carlos Haraldo Sörensen

Carlos Haraldo Sörensen (Bauru, 3 de novembro de 1928 – Rio de Janeiro, 29 de fevereiro de 2008) foi um artista, pintor, ceramista, escultor, tapeceiro, gravador, ilustrador, poeta, ator, cenógrafo, figurinista, carnavalesco e arquiteto brasileiro.

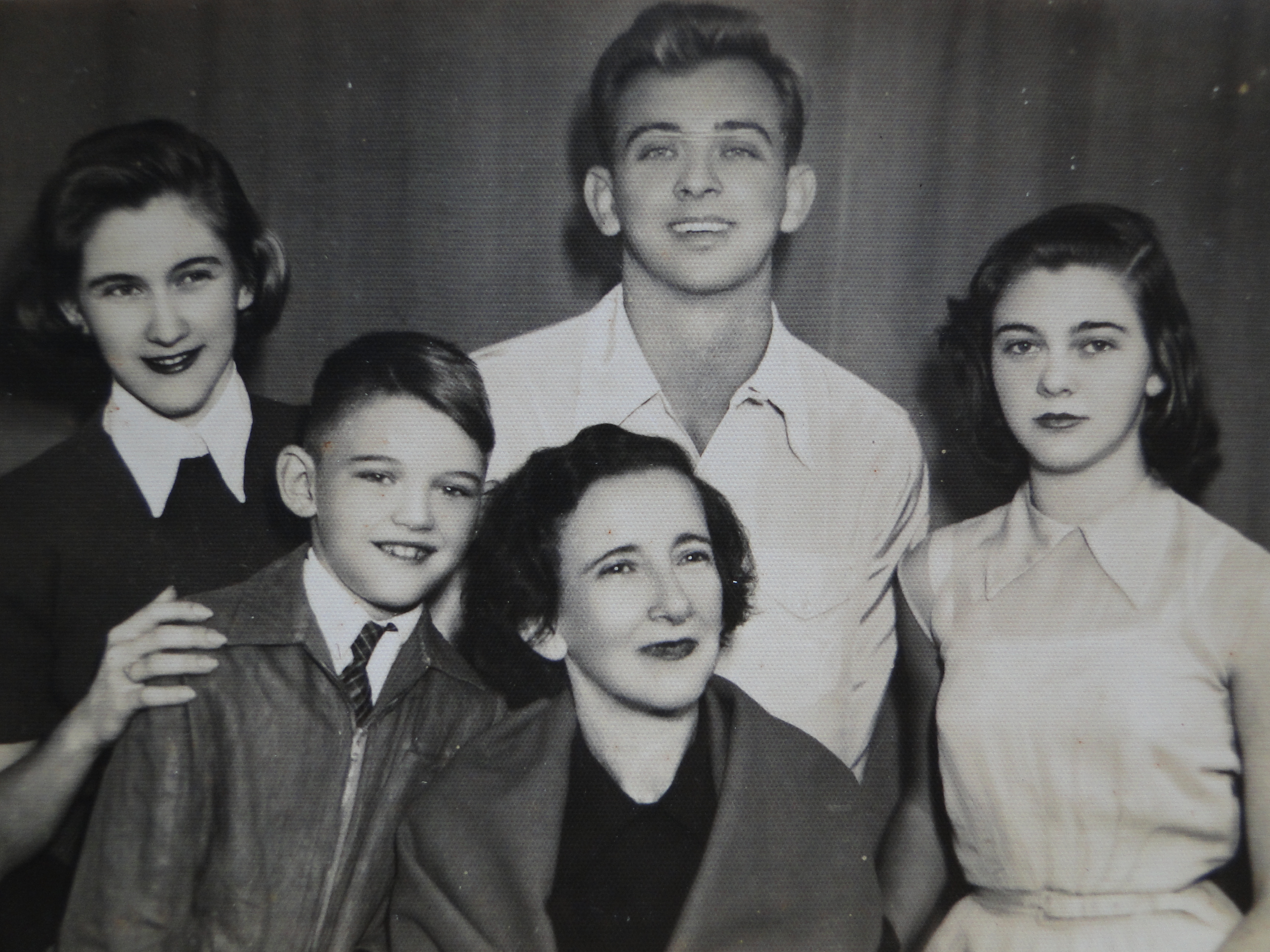
Carlos Haraldo Sörensen (acima ao centro) com mãe e irmãos (abaixo, da esquerda para direita, Maria Lúcia, Luiz Roberto, Anselma (mãe) e Maria Sylvia. Rio de Janeiro, 1951

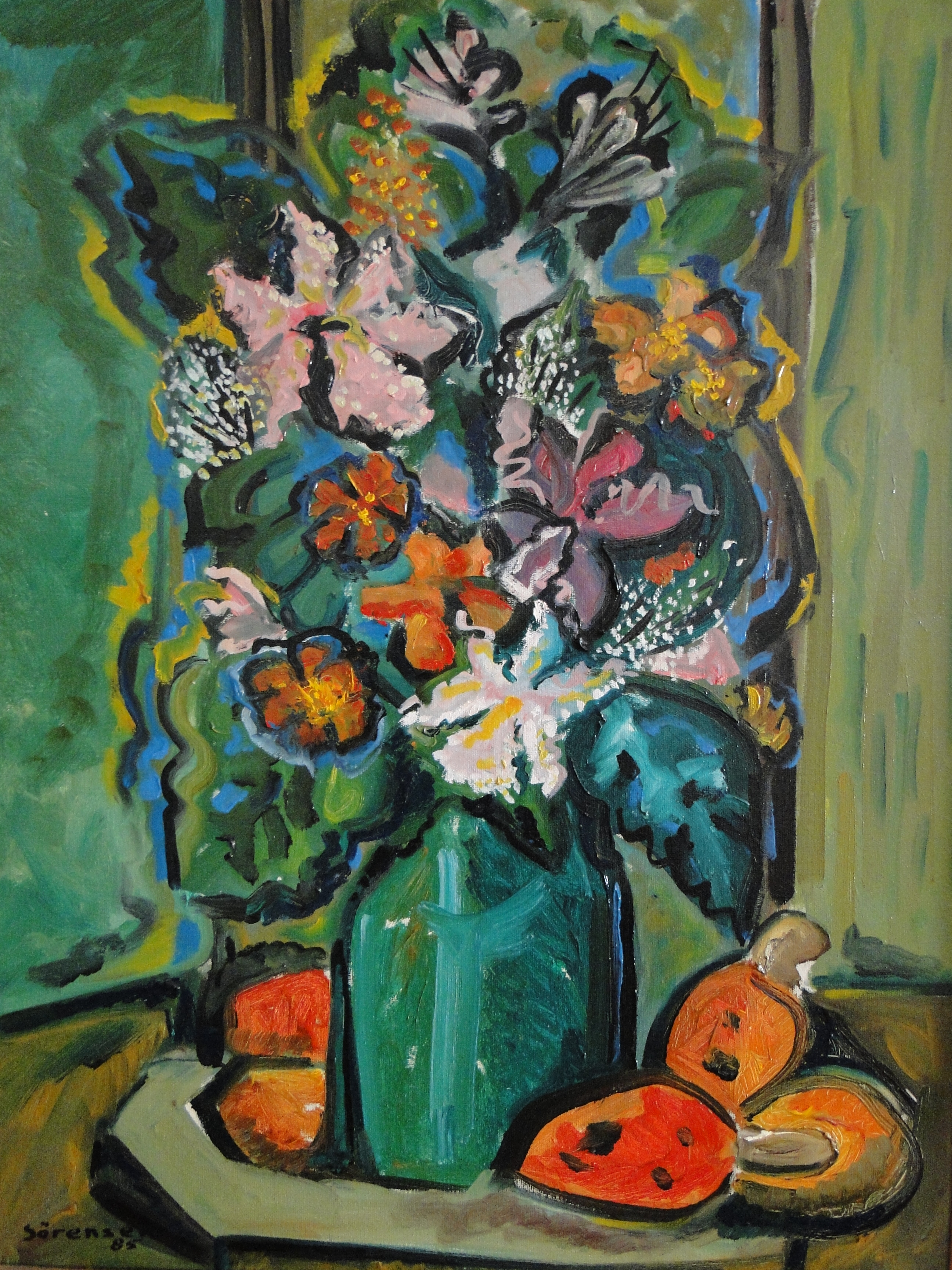
Carlos Haraldo Sörensen. 1985. Óleo sobre Tela: Vaso de Orquídeas

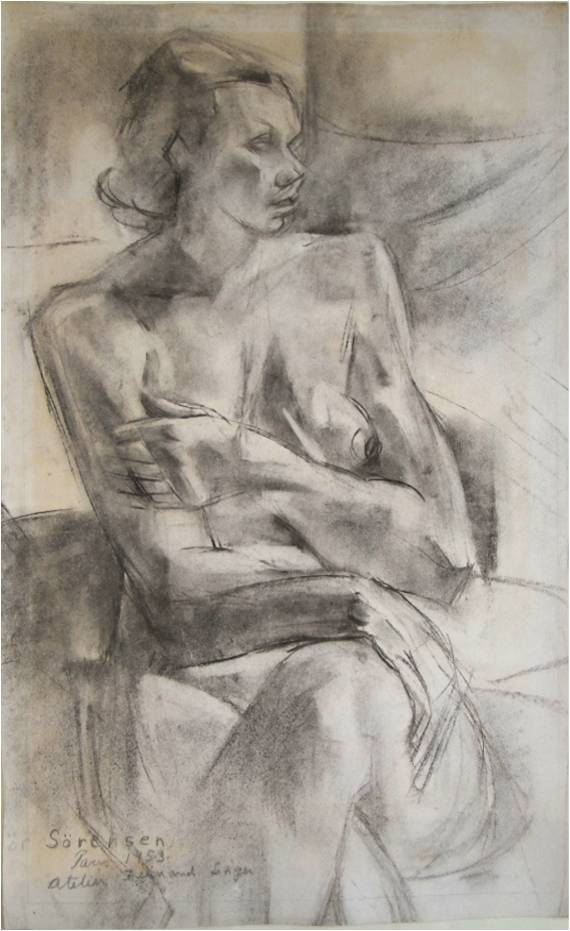
Carlos Haraldo Sörensen. 1953. Lápis sobre papelão: Nudez. Feito no Atelier de Fernand Léger

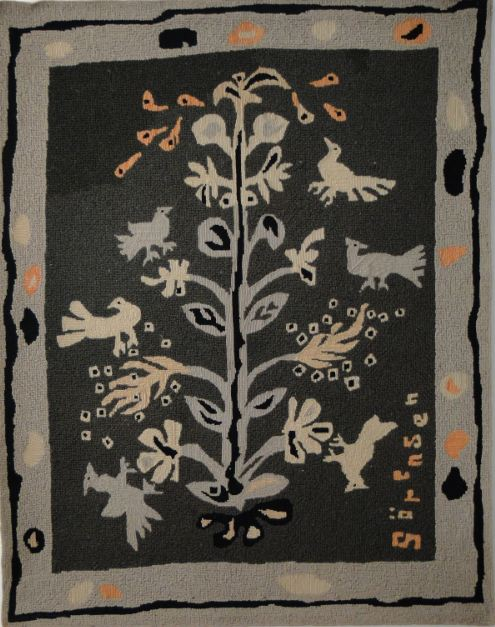
Carlos Haraldo Sörensen. Tapete: Flores e Aves.

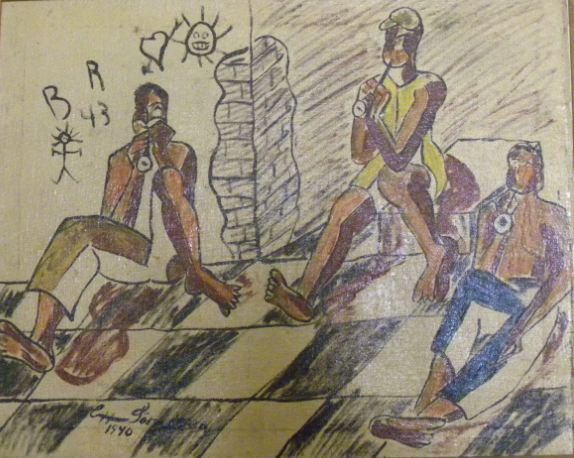
Carlos Haraldo Sörensen. 1940. Os Primos (Primeiro Quadro do Artista)

## Resumo
A sua energia visceral inesgotável e a sua inquietude em relação à Vida o fizeram trafegar ao longo das décadas por entre as mais diversas formas de expressão artística no Brasil e na França.
Sua trajetória nada linear, o fez produzir cerâmicas, tapetes, cartazes, xilogravuras, serigrafias, box-forms e, sobretudo, mais de três mil quadros a óleo, fruto de uma apurada técnica aprendida nos ateliers brasileiros (Di Cavalcanti) e parisienses (en:André Lhote e  en:Albert Gleizes) unida a um explosivo autodidatismo.
Experimentou cedo o gosto por escrever poemas e atuar no teatro. Produziu ilustrações diárias para livros, revistas e jornais.
Durante décadas, Sörensen criou figurinos e cenários para teatros, cinemas, balés, óperas e, principalmente, televisão, tendo ganho vários prêmios nacionais.
Atraído pela grandeza do Carnaval do Rio, em 1975, fez os figurinos da Escola de Samba Portela com o tema “Macunaíma, Herói de Nossa Gente”.
Ao longo de sua vida Sörensen fez inúmeras exposições individuais e coletivas no Brasil, além de Nova York, Seatle, Las Vegas, Lagos (Nigéria), Buenos Ayres, Tokyo, Londres, Milão e Paris.

## Biografia
Carlos Haraldo Sörensen nasceu dia 3 de Novembro de 1928, em Bauru (SP, Brasil), filho de Anselma Maiello Sörensen e de Haraldo Francisco Sörensen. A sua vivacidade, os seus olhos claros e o seu biótipo europeu sólido, mistura de genes italianos e dinamarqueses temperados nos trópicos brasileiros, lhe fizeram atribuir a autodenominação Caboclo Viking.
Com o falecimento precoce de seu pai, devido a problemas cardíacos, Sörensen teve que assumir a criação e o sustento parcial de suas duas irmãs e se seu irmão mais novo. Cedo descobriu que a “arte pela arte” não era, para ele, uma opção.
A sua profissionalização começou cedo. Com 20 anos já pintava inúmeros painéis com Di Cavalcanti no Rio de Janeiro e dois anos depois ilustrava revistas e jornais junto com Eugênio de Proença Sigaud e Cândido Portinari.
Em 1952, através de uma bolsa do governo Francês, frequenta o atelier de en:André Lhote em Paris, conhecendo Pablo Picasso, Roualt, Fernand Léger e Sonia Delaunay. Durante alguns anos bebe dos Impressionistas, Cubistas, e dos Fauvistas, unindo a isto a sua intensidade tropical.
Em 1956, Sörensen ingressa como Diretor de Arte na Televisão Tupi, através de convite de Assis Chateaubriand, e durante mais de 20 anos produz diariamente cenários e figurinos para inúmeros programas e telenovelas. Na Rede Globo, foi criador visual do programa semanal “Fantástico: o Show da Vida”.
Na década de 50/60, faz cenários e figurinos para inúmeras peças de teatro, trabalhando junto com Tereza Rachel, Nathalia Timberg, Fernanda Montenegro, Paulo Goulart, Aracy Cardoso, Mário Lago, Sérgio Brito entre muitos outros.
Ao longo de sua vida Sorensen fez inúmeras exposições no Brasil e no exterior e ganhou diversos prêmios nacionais como figurinista, cenógrafo e diretor de arte.
De 1986 a 2008 passa a se dedicar intensamente a pintura a óleo / acrílica em seus ateliês em São Paulo, perto do Museu de Arte de São Paulo (MASP), e no Rio de Janeiro, em Copacabana.
No dia 29 de Fevereiro de 2008, Sörensen falece por problemas cardíacos no Rio de Janeiro, poucos dias após ter pintado a sua última multicolorida obra prima, cantando em altos brados “La vie en rose” junto com Édith Piaf.
| “ | A arte hoje, pelo que eu me explico, é tudo. Não conheço barreiras para fazer Arte e Viver. Qualquer ato existencial adquire uma forma necessária de arte. | ” |
|   | — (Sörensen 1976). |   |

| “ | Com Di Cavalcanti, Lhote, Gleizes, aprendi a disciplina do desenho (Césanne), a oganização da cor (Delacroix, Rembrandt). Com Kaminagai a liberdade da pincelada, da cor, a luz (Bonnard, Van Dongen, Monet, Soutine). | ” |
|   | — (Sörensen 1987). |   |

## Cronologia
(Fonte: )
- 1928. Carlos Haraldo Sörensen nasceu no dia 3 de Novembro de 1928 em Bauru (SP, Brasil).
- 1943. Em sua primeira exposição em Bauru, com 15 anos, o seu talento é reconhecido por Oswald de Andrade. Conhece também Pola Rezende, Quirino da Silva e Victor Brecheret.
- 1946. Se mudou para o Rio de Janeiro, para estudar Arquitetura na Universidade do Brasil. Convive com Tarsila do Amaral, Mário de Andrade, Aldo Bonadei e Anita Malfatti.
- 1946. Salão de Artes do Interior do Estado de São Paulo, Medalha de Bronze.
- 1948. Começa a trabalhar com Cândido Portinari, José Pancetti, e Di Cavalcanti, pintando com este inúmeros painéis.
- 1949. Primeira exposição individual na Cooperativa dos Artistas Plásticos, São Paulo.
- 1949-1956. Ilustra inúmeras revistas semanais e jornais (Diário de Notícias) com Tomás Santa Rosa, Yllen Ker, Sigaud e Cândido Portinari.
- 1950. Convocado para a Academia Militar do Brasil. Formou-se como oficial em 1951.
- 1950. Coletiva no IV Salão do Clube Militar do Rio de Janeiro. Medalha de Bronze e Prata.
- 1950. Articula o 1° Salão do Art-Clube do Rio de Janeiro com Di Cavalcanti, Djanira da Motta e Silva, Oscar Niemeyer, Jorge Amado, Candido Portinari, José Pancetti, Roberto Burle Marx, Ado Malagoli, Flávio de Aquino e Mário Barata.
- 1950. Inicia a sua vida como cenógrafo e figurinista no teatro (Filha da Feiticera, Teatro de Bolso).
- 1951. Coletiva no V Salão do Clube Militar do Rio de Janeiro.
- 1951. Participa do LVI Salão de Belas-Artes: Divisão Moderna, Rio de Janeiro.
- 1951. Participa do Ballet Negro Surrealista, Teatro Municipal do Rio de Janeiro.
- 1951. Participa da “Antologia de Poetas Novos do Brasil” com prefácio de Aníbal Machado.
- 1952. Articula o 1° Salão Brasileiro de arte Moderna, sob a orientação de Lúcio Costa e Jorge Amado.
- 1952. Através de uma bolsa do governo francês, estuda durante dois anos no atelier de en:André Lhote, em Paris, onde conhece Pablo Picasso, Georges Rouault, Fernand Léger e Sonia Delaunay. Conhece Henri Matisse e Jean-Paul Sartre.
- 1953. Exposição de cerâmicas, desenhos e óleos no Palácio do Ministério da Educação e Cultura – MEC.
- 1953. Formado pela École Nationale Supérieure de Beaux Arts, Paris, estudando com en:Albert Gleizes.
- 1953. Duas exposições de Cerâmica e Nanquin, na Galeria Dina Verri, Paris.
- 1953. Faz ilustrações para poemas de Oscar Wilde e Somerset Maugham.
- 1953. Cerâmicas no atelier Yves Tardy-Maurice Utrillo, Paris.
- 1954. Salão Nacional de Arte Moderna, Rio de Janeiro.
- 1954. Prêmio Melhor Cenógrafo do Ano (Brasil). Onde está marcada a cruz (Teatro Dulcina).
- 1955. Exposição individual: Trabalhos de 1945 a 1955, na Galeria Exclusividades (RJ).
- 1955. É capa da revista Manchete junto com a Miss Universo Miriam Stevenson.
- 1956. Salão Nacional de Belas Artes, Rio de Janeiro.
- 1956. Exposição coletiva de tapeçaria na Tate Gallery, Londres.
- 1956. Expõe na Galeria Ruth Cohen, Nova York.
- 1956. Expõe cerâmicas, monotipias e desenhos, Milão.
- 1956. Retrospectiva Pintura Brasileira, Escola Nacional de Belas Artes, Rio de Janeiro.
- 1956. Ingressa como Diretor de Arte da TV Tupi, permanecendo 14 anos.
- 1957. Exposição Le Tapis Brésilien, Paris.
- 1958. Forma-se em arquitetura pela Universidade do Brasil (RJ).
- 1958. Exposição no Salão do Mar, Rio de Janeiro.
- 1958. Prêmio Melhor Figurinista do Ano.
- 1961. Prêmio Melhor Diretor de Arte – Crítica Especializada.
- 1961. Prêmio Melhor Cenógrafo do Ano – Teatro Municipal do Rio de Janeiro. Peças “Belo Indiferente” e “Felisberto do Café”.
- 1962. Prêmio Melhor Figurinista do Ano – Rede Globo de Televisão.
- 1963. Exposição na VII Bienal de São Paulo.
- 1963. Montagem e figurinos nas peças “Os Fuzis da Senhora Carrar” de Bertolt Brecht e “Canção dentro do pão” de R. Magalhães Junior apresentadas na VII Bienal de São Paulo.
- 1963. Exposição de Tapeçarias na Galeria Bonino (RJ).
- 1963. Exposição no Museu Nacional da Nigéria, em Lagos, Nigéria.
- 1964. Exposição de Tapeçaria na Galeria Guignard, em Belo Horizonte (MG), alguns desenvolvidos com as bordadeiras de Madeleine Colaço.
- 1965. Exposição na VIII Bienal de São Paulo.
- 1967. Começa a trabalhar com o Diretor de Televisão Walter Avancini, com quem faz cerca de 30 grandes produções, incluindo as telenovelas Irmãos Coragem e Gabriela Cravo e Canela.
- 1970. Utiliza seus conhecimentos de arquitetura para criar um magnífico atelier de vidro e madeira rústica na restinga da Barra da Tijuca (RJ), junto com José Zanine Caldas.
- 1970-1981. Criação visual do Programa Fantástico da Rede Globo de Televisão.
- 1975. Como Vice-Presidente do Departamento Cultural, fez os figurinos da Escola de Samba Portela com o tema “Macunaíma, Herói de Nossa Gente”.
- 1975. Salão do Carnaval, Prêmio Aquisição, Ministério da Educação e Cultura.
- 1975. VII Salão de Arte Nacional, Belo Horizonte.
- 1976. Retrospectiva de 35 anos no Museu de Arte Moderna do Rio de Janeiro.
- 1976. Exposição na Real Galeria de Arte, Rio de Janeiro.
- 1976. Ministério da Educação e Cultura, recebendo o Prêmio Aquisição entregue por Walmir Ayala.
- 1982. Exposição Itinerante. Pintura Brasileira Hoje, Ministério das Relações Exteriores.
- 1983. Coletiva no Museu da Imagem e do Som, São Paulo.
- 1986. Exposição de inauguração do São Conrado Studio de Arte, Rio de Janeiro.
- 1986. Exposição na I Exposição Brasil / Itália.
- 1986. Exposição na Entreartes em São José dos Campos.
- 1987. Exposição individual em Buenos Aires (Argentina).
- 1987. Exposição na Choma Galeria de Arte (SP).
- 1987. Exposição na Galeria Basílio (RJ).
- 1987. Exposição na Galeria Valoart (SP).
- 1991. Prêmio Destaque do Ano – Revista Atenção.
- 1992. Retrospectiva 50 anos de artes – Secretaria de Cultura de São Paulo.
- 1993. Lançamento do livro Sörensen com exposições em Las Vegas, Nova York e Seatle (Estados Unidos).
- 1994. Expõe colagens e serigrafias na Galeria Documenta, São Paulo.
- 2000. Cria os figurinos do Ballet Daphine et Cloé para o Ballet da Ópera de Paris, apresentado no Teatro Municipal do Rio de Janeiro.
- 1986 – 2008. Dedica-se quase que exclusivamente a pintura a óleo, tendo produzido segundo seu próprio relato mais de 3000 obras de arte ao longo de sua carreira.
- No dia 28 de Fevereiro de 2008, Sörensen falece devido a problemas coronários no Rio de Janeiro.

## Críticos

### Internacionais
en:André Lhote, en:Albert Gleizes, Moïse Kisling, Jean Michel Zervos, en:Sylvia Sims.

### Nacionais
Carlos Cavalcanti, Celso Kelly, Clarival do Prado Valadares, Ferreira Gullar, Flávio de Aquino, Frederico de Moraes, Geraldo Edson de Andrade, Jayme Mauricio, Marc Berkowitz, Mário Barata, Menotti Del Picchia, Olívio Tavares, Quirino Campofiorito, Roberto Pontual, Sérgio Milliet, Sylvia de Leon Chalreo, Walmir Ayala.

## Citações
| “ | Artista Total, Sörensen arquiteto, Sörensen poeta, Sörensen meu pintor, Sörensen cidadão do mundo... É sem dúvida um dos mais significativos artistas plásticos brasileiros. (Carlos Drummond de Andrade, 1976) | ” |

| “ | Sörensen é precisamente um colorista. O que não significa que precise usar muitas cores, pois seus desenhos em branco e preto são plenos de cor e sensibilidade. (en:André Lhote) | ” |

| “ | A primeira vez que vi um dos seus quadros em Paris, sem o conhecer, tinha certeza de estar diante de um quadro ou mexicano ou brasileiro. Só um ou outro poderiam ter a audácia de aliar um tão alto significado a um desenho tão depurado. O que vale em Sörensen é que ele já descobriu que não é necessário dizer muito para dizer. Seus marrons e cinzas são esplêndidos. (en:Gleizes 1953) | ” |

| “ | Raros são os artistas da geração do pós-guerra que tão vivamente me impressionaram como Sörensen. (J. M. Zervos, Nova Iorque, 1956) | ” |

| “ | Os trabalhos de Sörensen não tem arte. Têm muita arte. E tanta originalidade, beleza e sensibilidade que a gente se espanta. O poder da criação e uma técnica apurada fizeram de Sörensen um dos nossos melhores artistas plásticos. (Alvim Barbosa, 1957) | ” |

| “ | Os brilhantes figurinos de Sörensen para os vídeo-arts, ora apresentados em Londres, com seus efeitos metálicos deslumbrantes, faz com que o melhor que se faz em Londres no gênero pareça pálido e antiquado. (en:Sylvia Sims, Londres, 1975) | ” |

| “ | Nas relações entre pintura/tapeçaria, três artistas se destacam, porque a tratam como arte de linguagem própria, inserida no trabalho que desenvolvem, como expressão criadora maior: Sörensen, Roberto Burle Marx e Francisco Brennand.” | ” |
|   | — Geraldo Edson de Andrade/Clarival Valadares. |   |

| “ | Sörensen esteve presente, nesses anos, em todos os movimentos pioneiros da cultura brasileira, do cinema `a tapeçaria, passando pelo jornalismo, pelo teatro e pela gravura. | ” |
|   | — Ibrahim Sued (1976). |   |